# Elsa Eschelsson
Elsa Olava Kristina Eschelsson (Norrköping, Ostrogotia, 11 de noviembre de 1861 - Upsala, 10 de marzo de 1911) fue una historiadora, abogada y profesora sueca. Fue la primera mujer de Suecia en obtener el título de Doctora en Derecho (iuris utriusque doctor) y la primera en alcanzar la posición académica de docente en una universidad sueca.

## Estudios
Eschelsson terminó su examen final de secundaria en 1882 y llegó a Upsala como estudiante. Comenzó con una licenciatura en Historia, que completó en 1885. Tras graduarse, emprendió un largo viaje por Europa y Oriente Medio, pero regresó a Upsala para continuar sus estudios en otoño. Había mostrado un interés temprano por el Derecho y, a su regreso, comenzó sus estudios en la Universidad de Upsala. Recibió su licenciatura en Derecho y su doctorado en Derecho en 1897; fue nombrada docente de Derecho civil en la universidad.

## Carrera
Eschelsson impartió clases de derecho procesal en la universidad entre 1897 y 1899. Impartió el llamado curso propedéutico de derecho civil desde 1904 y fue designada para examinar a los estudiantes que realizaban el examen civil (un título universitario de derecho que habilitaba para algunos puestos de funcionario). Como pionera en su campo, contó con el apoyo de la Facultad de Derecho, incluyendo a Ernst Trygger, pero también tuvo problemas, debido principalmente a su sexo; no se le habría permitido ocupar una cátedra ordinaria (esto no se modificó hasta 1925) y, a pesar de la recomendación de la facultad, se le negó incluso ejercer como profesora en 1898. Contaba con el apoyo de la mayoría de los profesores de la Facultad de Derecho, pero fue especialmente perseguida por el profesor de derecho civil Alfred Ossian Winroth, quien había llegado de Lund en 1899, hasta que se trasladó a una cátedra en la Universidad de Estocolmo en 1907.

## Publicaciones
- Sobre el concepto de donación según el derecho sueco (1897).
- Sobre el surgimiento del matrimonio civil en el derecho sueco y extranjero (en I vår tids lifsfrågor, XXXI, 1903).
- Contribución a la doctrina de la posesión en el derecho sueco. El concepto de posesión (1904).
- Sobre la consumación de una donación de bienes muebles según la jurisprudencia sueca (1906).
- Algunas palabras más sobre la realización de una donación de bienes muebles según la práctica jurídica sueca. Una réplica (1907).
- Sobre los pagarés según la legislación sueca (editado por L. Rabenius, 1912).